# 科学发展观
科学发展观是前中共中央总书记胡锦涛在2003年7月28日的讲话中所提出的中国共产党的思想，在中国共产党第十七次全国代表大会上写入党章，中国共产党第十八次全国代表大会上成为中国共产党的指导思想之一，在2018年3月11日十三届全国人大一次会议上写入《中华人民共和国宪法》。

## 科学内涵
科学发展观是坚持以人为本，全面、协调及可持续的发展观。“第一要义是发展，核心是以人为本，基本要求是全面协调可持续，根本方法是统筹兼顾。”

### 核心立场
“以人为本”是科学发展观的本质和核心。以人为本的概念是“要把人民的利益作为一切工作的出发点和落脚点，不断满足人们的多方面需求和促进人的全面发展。”包括4个具体方面：
1. 在经济发展的基础上，不断提高人民群众物质文化生活水平和健康水平
2. 尊重和保障人权，包括公民的政治、经济、文化权利
3. 不断提高人们的思想道德素质、科学文化素质和健康素质
4. 创造人们平等发展、充分发挥聪明才智的社会环境

### 基本要求
“全面、协调、可持续”是科学发展观的基本要求。其中又包括以下要点：
- 坚持以经济建设为中心：
  - 抓住机遇加快经济发展，保持平稳较快的经济发展势头
  - 要把加快经济发展，建立在优化结构、提高质量和效益的基础上

- 坚持“五个统筹”：
  - 统筹城乡发展
  - 统筹区域发展
  - 统筹经济社会发展
  - 统筹人与自然和谐发展
  - 统筹国内發展和对外开放

在中共十七大上，胡锦涛在其报告中又加上了第六个统筹要求：“统筹国内国际两个大局”
- 增强把握全面协调可持续发展要求的辩证思维能力
  - 正确认识和处理当前发展和长远发展的关系
  - 正确认识和处理局部利益和全局利益的关系
  - 正确认识和处理發展的平衡和不平衡的关系
  - 正确认识和处理政府和市场的关系

## 主要内容

### 加快转变经济发展方式
推动经济持续健康发展，必须坚持以科学发展为主题，以加快转变经济发展方式为主线。
1. 全面深化经济体制改革是加快转变经济发展方式的关键；实施创新驱动发展战略，是转变经济发展方式的重大战略决策；
2. 推动经济结构战略性调整，是提高国民经济整体素质、赢得国际经济竞争主动权的根本途径，是加快转变经济发展方式的主攻方向；
3. 促进区域协调发展是我国现代化建设中的一个重大战略；积极稳妥推进城镇化是优化城乡经济结构、促进国民经济良性循环和社会协调发展的重要措施；
4. 推动城乡发展一体化，是解决三农问题的根本途径；
5. 实现工业化、信息化、城镇化、农业现代化，是中国社会主义现代化建设的战略任务，也是加快形成新的经济发展方式、促进经济持续健康发展的重要动力。

### 发展社会主义民主政治
人民民主是社会主义的生命。社会主义越发展，民主也越发展。社会主义民主政治的本质和核心是人民当家作主。
1. 发展社会主义民主政治，必须坚定不移走中国特色社会主义政治发展道路，坚持党的领导、人民当家作主、依法治国的有机统一。
2. 发展社会主义民主政治，最重要的就是坚持好、发展好适合中国国情的社会主义政治制度。
3. 社会主义协商民主是中国共产党和中国人民在社会主义民主形式方面的伟大创造，是对马克思主义民主理论的丰富和发展，充分体现了社会主义民主的真实性、广泛性和包容性。
4. 坚定不移地推进依法治国基本方略，是国家长治久安的重要保障。
5. 政治体制改革是社会主义制度的自我完善和发展，是我国全面改革的重要组成部分。

### 推进社会主义文化强国建设
文化是民族的血脉，是人民的精神家园。国家富强、民族振兴、人民生活幸福安康，需要强大的经济力量，也需要强大的文化力量。没有社会主义文化繁荣发展，就没有社会主义现代化
1. 要树立高度的文化自觉和文化自信，兴起社会主义文化建设新高潮，提高国家文化软实力，加快建设与中国深厚文化底蕴和丰富文化资源相匹配、与中国特色社会主义事业总体布局相适应、与建设富强民主文明和谐的社会主义国家的目标相承接的社会主义文化强国。
2. 社会主义核心价值体系是兴国之魂，决定着中国特色社会主义发展方向。

### 构建社会主义和谐社会
党的十六大以来，中国共产党从中国特色社会主义事业总体布局和全面建设小康社会全局出发，提出构建社会主义和谐社会的重大战略任务。民主法治、公平正义、诚信友爱、充满活力、安定有序、人与自然和谐相处，是构建社会主义和谐社会的总要求。
1. 民主法治，就是社会主义民主得到充分发扬，依法治国基本方略得到切实落实，各方面积极因素得到广泛调动；
2. 公平正义，就是社会各方面利的利益关系得到切实落实，人民内部矛盾和其他社会矛盾得到正确处理，社会公平和正义得到切实维护和实现；
3. 诚信友爱，就是全社会互帮互助，诚实守信，全体人民平等友爱、融洽相处；
4. 充满活力，就是能够使一切有利于社会进步的创造愿望得到充分尊重，创造活动得到支持，创造才能得到发挥，创造成果得到肯定；
5. 安定有序，就是社会组织机制健全，社会管理完善，社会秩序良好，人民群众安居乐业，社会保持安定团结；
6. 人与自然和谐相处，就是生产发展，生活富裕，生态良好。这几个方面是相互联系，相互作用的，需要全面把握和体现。

### 推进生态文明建设
建设生态文明，是关系人民福祉、关乎民族未来的长远大计。建设生态文明，实质上就是要建设以资源环境承载力为基础、以自然规律为准则、以可持续发展为目标的资源节约型、环境友好型社会。
要坚持节约资源和保护环境的基本国策，坚持节约优先、保护优先、自然恢复为主的方针，着力推进绿色发展、循环发展、低碳发展，形成节约资源和保护环境的空间格局、产业结构、生产方式、生活方式，从源头上扭转生态环境恶化趋势，为人民创造良好生产生活环境，为全球生态安全作出贡献。

### 全面提高党的建设科学化水平
党的建设是中国共产党领导的伟大事业不断取得胜利的重要法宝。形势的发展、事业的开拓、人民的期待，都要求中国共产党以改革创新精神全面推进党的建设新的伟大工程，全面提高党的建设科学化水平。
执政能力建设是中国共产党执政后的一项根本建设。中国共产党的执政能力，就是中国共产党提出和运用正确的理论、路线、方针、政策和策略，领导制定和实施宪法和法律，采取科学的领导制度和领导方式，动员和组织人民依法管理国家和社会事务、经济和文化事业，有效治党治国治军，建设社会主义现代化国家的本领。保持和发展中国共产党的先进性是马克思主义政党自身建设的根本任务和永恒课题。中国共产党的先进性是历史的具体的，既有一以贯之的，又有与时俱进的。

## 发展历史
2003年4月15日，胡锦涛在广东视察时首次提出：“要坚持全面的发展观”。同年7月28日，胡锦涛在全国防治非典的工作会议上又一次比较完整地提出了：“要更好地坚持协调发展、全面发展、可持续发展的发展观。”这被认为是科学发展观一词的首次出现。
2003年10月14日，胡锦涛在中共十六届三中全会上明确提出了“坚持以人为本，树立全面、协调、可持续的发展观，促进经济社会和人的全面发展”；并提出了“五个统筹”。该次会议将胡锦涛的讲话精神写入最后决议，科学发展观概念得到了完善，并正式被确立为中国共产党的执政理念之一。
其后，中共中央迅速组织了“省部级主要领导干部树立和落实科学发展观专题研究班”，2004年2月29日，在研究班的结业式上，温家宝要求全党“统一思想，牢固树立和认真落实科学发展观”，将科学发展观提高到全党“统一思想”的高度。
2004年3月10日，胡锦涛在中央人口资源环境工作座谈会上就科学发展观发表讲话，“要实现全面建设小康社会的奋斗目标，开创中国特色社会主义事业新局面，必须坚持贯彻“三个代表”重要思想和“十六大”精神，牢固树立和认真落实以人为本，全面、协调、可持续的发展观，切实抓好发展这个党执政兴国的第一要务。”，将科学发展观提到与“三个代表”并列，被认为是迄今为止对科学发展观最完整、最全面的阐述。
2007年11月21日，科学发展观在中国共产党第十七次全国代表大会被写入党章。
2008年9月5日，中共中央政治局召开会议，决定从2008年9月开始，用一年半左右时间，在全党分批开展深入学习实践科学发展观活动，时任中共中央政治局常委、中央书记处书记、国家副主席习近平出任中央深入学习实践科学发展观活动领导小组组长
。第一批：2008年9月开始，2009年2月基本完成。包括：中央和国家机关、省（自治区、直辖市）党政机关；全国、省（自治区、直辖市）人大、政协机关，人民法院、人民检察院和人民团体机关；新疆生产建设兵团机关；中管金融机构及其分支机构；党中央、国务院直属事业单位，中央直属机关、中央国家机关各部门管理的事业单位，省（自治区、直辖市）直属事业单位。第二批：2009年3月开始，2009年8月基本完成。包括：市（地、州、盟）、县（市、区、旗）党政机关；市（地、州、盟）、县（市、区、旗）人大、政协机关，人民法院、人民检察院和人民团体机关；新疆生产建设兵团师、团机关；中央企业；省（自治区、直辖市）直属企业，市（地、州、盟）直属企业事业单位；高等学校、中等专业学校。第三批：2009年9月开始，2010年2月基本完成。包括：乡（镇）、街道；村、社区；新疆生产建设兵团基层单位；中小学校；未参加第二批活动的企业、社会团体、社会中介组织等。
2018年3月11日，科学发展观在十三屆全國人大一次会议上和习近平新时代中国特色社会主义思想一同被寫入《中華人民共和國憲法》。